# Цигарета
Цигарета је цилиндрични штапић који садржи дуван умотан у танак папир за пушење а на једном крају филтер. Цигарета се запали на једном крају, узрокујући да тиња; добијени дим се удише орално преко супротног краја. Пушење цигарета је најчешћи начин конзумирања дувана. Термин цигарета, како се обично користи, односи се на цигарету дувана, али се та реч понекад користи за означавање других супстанци, као што су цигарета од канабиса или цигарета на бази биљака. Цигарета се разликује од цигаре обично мањом величином, употребом обрађеног листа и папирном амбалажом, која је типично бела.
Од 1920-их, научници и лекари су успели да повежу пушење са респираторним болестима. Истраживачи су идентификовали негативне ефекте пушења цигарета на здравље, као што су рак, хронична опструктивна болест плућа, болести срца и други здравствени проблеми који се односе на скоро сваки орган тела. Никотин, психоактивна дрога у дувану, чини цигарете високо зависним. Отприлике половина пушача цигарета умире од болести повезаних са дуваном и губе у просеку 14 година живота. Сваке године, дуванске цигарете убију више од 8 милиона људи широм света; од којих је 1,2 милиона непушача умрло од последица излагања пасивном пушењу. Пасивно пушење цигарета узрокује многе од истих здравствених проблема као и активно пушење, укључујући рак, што је довело до законодавства и политике која је забранила пушење на многим радним местима и јавним просторима. Дим цигарете садржи преко 7.000 хемијских једињења, укључујући арсен, формалдехид, цијановодоник, олово, угљен моноксид, акролеин и друге отровне супстанце. Преко 70 од њих је канцерогено. Већина модерних цигарета је филтрирана, иако то не чини да дим који се удахне из њих садржи мање канцерогених и штетних хемикалија. Такође се показало да употреба цигарета од стране трудница изазива урођене мане код деце, укључујући ниску порођајну тежину, абнормалности фетуса и превремени порођај. Стопа пушења је генерално опала у развијеном свету, али наставља да расте у неким земљама у развоју.
Због њиховог штетног утицаја на здравље, многе земље имају строге законе који се односе на старост дувана у промет и куповину. Већина нација потпуно забрањује рекламе за цигарете и наметнула је порез на њих како би одвратила пушаче да наставе са навиком. Прва земља која је увела велику кампању против пушења била је нацистичка Немачка и упркос свом минималном успеху, створила је план за многе друге нације.
У 21. веку развијен је производ назван електронска цигарета (такође назван е-цигарета или вејп), у коме се супстанца садржана у њој (обично течни раствор који садржи никотин) испарава помоћу грејног елемента на батерије, што је противно спаљивању. Такве уређаје њихови произвођачи обично промовишу као сигурније алтернативе конвенционалним цигаретама, иако постоје одређени здравствени ризици повезани са њиховом употребом. Пошто су електронске цигарете релативно нов производ, научници не поседују податке о њиховим могућим дугорочним ефектима на здравље. Такође, зависно од батерије и саме цигарете, могу се десити случајеви пуцања самог уређаја.

## Здравствени ризици

### Пушење
Штета од пушења долази од многих токсичних хемикалија у природном листу дувана и оних које настају у диму од сагоревања дувана. Људи настављају да пуше јер никотин, примарна психоактивна хемикалија у цигаретама, изазива велику зависност. Цигарете, као и наркотици, описане су као „стратешки зависне“, при чему су својства зависности кључна компонента пословне стратегије. Отприлике половина пушача умре због пушења. Пушење штети скоро сваком органу тела. Пушење најчешће доводи до болести које погађају срце, јетру и плућа, што је главни фактор ризика за срчани удар, мождани удар, хроничну опструктивну болест плућа (укључујући емфизем и хронични бронхитис) и рак (нарочито рак плућа, рак ларинкса и уста и рак панкреаса). Такође изазива периферне васкуларне болести и хипертензију. Деца рођена од жена које пуше током трудноће имају већи ризик од урођених поремећаја, рака, респираторних болести и изненадне смрти. Процењује се да у просеку свака попушена цигарета скраћује живот за 11 минута. Почетак пушења раније у животу и пушење цигарета са већим садржајем катрана повећава ризик од ових болести. Светска здравствена организација процењује да дуван убије 8 милиона људи сваке године од 2019. године и 100 милиона смртних случајева током 20. века. Цигарете производе аеросол који садржи преко 4.000 хемијских једињења, укључујући никотин, угљен моноксид, акролеин и оксидативне супстанце. Преко 70 од њих су карциногени.
Најважнија хемијска једињења која изазивају рак су она која производе оштећење ДНК, јер се чини да су таква оштећења примарни узрок рака. Канингем и сарадници комбиновали су тежину микрограма једињења у диму једне цигарете са познатим генотоксичним ефектом по микрограму да би се идентификовала најканцерогенија једињења у диму цигарете. Седам најважнијих канцерогена у дуванском диму приказано је у табели, заједно са променама ДНК које изазивају.
| Супстанца    | Микрограми по цигарети | Ефекат на ДНК                                                                                 | Реф.   |
| ------------ | ---------------------- | --------------------------------------------------------------------------------------------- | ------ |
| Акролеин     | 122.4                  | Реагује са деоксигуанином и формира ДНК укрштене везе, ДНК-протеин укрштене везе и ДНК адукте | [ 11 ] |
| Формалдехид  | 60.5                   | Унакрсне везе ДНК-протеина изазивају брисање и реаранжирање хромозома                         | [ 12 ] |
| Акрилонитрил | 29.3                   | Оксидативни стрес који узрокује повећање 8-оксо-2'-деоксигуанозина                            | [ 13 ] |
| 1,3-Бутадиен | 105.0                  | Глобални губитак метилације ДНК (епигенетски ефекат) као и ДНК адуката                        | [ 14 ] |
| Ацеталдехид  | 1448.0                 | Реагује са деоксигванином и формира ДНК адукте                                                | [ 15 ] |
| Етилен оксид | 7.0                    | Хидроксиетил ДНК адукти са аденином и гуанином                                                | [ 16 ] |
| Изопрен      | 952.0                  | Једноструки и двоструки прекиди у ДНК                                                         | [ 17 ] |

„Улцерозни колитис је стање код непушача у којем никотин има терапеутску корист.“ Недавни преглед доступне научне литературе закључио је да очигледно смањење ризика од Алцхајмерове болести код пушача може бити једноставно јер пушачи имају тенденцију да умру пре него што достигну године када се ова болест иначе јавља. „Диференцијални морталитет ће увек бити проблем када постоји потреба да се истраже ефекти пушења у поремећају са веома ниским стопама инциденције пре 75. године живота, што је случај Алцхајмерове болести“, наводи се, напомињући да су пушачи само упола мања вероватноћа да ће преживети 80 година од непушача.

### Пасивно пушење
Пасивно пушење је мешавина дима са запаљеног краја цигарете и дима који се издише из плућа пушача. Нехотично се удише, задржава се у ваздуху сатима након што су цигарете угашене и може изазвати широк спектар штетних ефеката по здравље, укључујући рак, респираторне инфекције и астму.
Непушачи који су изложени пасивном пушењу код куће или на послу повећавају ризик од срчаних болести за 25-30%, а ризик од рака плућа за 20-30%. Процењује се да пасивно пушење изазива 38.000 смртних случајева годишње, од којих је 3.400 смртних случајева од рака плућа код непушача. Синдром изненадне смрти одојчади, инфекције уха, респираторне инфекције и напади астме могу се јавити код деце која су изложена пасивном пушењу. Научни докази показују да ниједан ниво изложености пасивном пушењу није безбедан.